# Zarajec Potocki
Zarajec Potocki – wieś w Polsce położona w województwie lubelskim, w powiecie janowskim, w gminie Potok Wielki.
W latach 1975–1998 miejscowość administracyjnie należała do województwa tarnobrzeskiego. Według Narodowego Spisu Powszechnego (III 2011 r.) wieś liczyła 185 mieszkańców.

## Historia
Zarajec  Potocki zwany także Błojce, wieś w powiecie janowskim, gminie i parafii Potok Wielki, odległy 15 wiorst od Janowa, wieś powstała w XIX stuleciu. W 1882 r. wieś posiadała 18 domów i 430 mórg gruntów.